# 阿拉腾额齐尔
阿拉腾额齐尔（1897年—1947年），汉名博雅卿，蒙古族，昭乌达盟克什克腾旗（今属内蒙古自治区赤峰市）黑水人，中华民国大陆时期、满洲国的内蒙古政治人物。

## 生平
阿拉腾额齐尔生于清朝光绪二十三年（1897年）。幼时出家当喇嘛，后还俗至克什克腾旗公署当笔帖式，不久即通满文、汉文。中华民国初年，曾任克什克腾旗公署副协理、协理等职务。任内，在解决民族纠纷中办事公正，受到各族民众信赖。克什克腾旗的士绅及工商界人士在阿拉腾额齐尔在世时，就在克什克腾旗公署后山为其立碑，彰显其德。
民国19年（1930年），南京国民政府召开蒙古会议，阿拉腾额齐尔代表克什克腾旗与会，并在会议期间受到蒋介石接见。
民国14年（1925年）内蒙古人民革命党在张家口成立后，共产国际经苏联、外蒙古先后派一些地下工作者赴东蒙古，其中一部分是克什克腾旗人。阿拉腾额齐尔虽然知道他们是“红党”，但未举报，而是帮助他们谋取职位加以掩护，曾先后安排德勒格尔、白永伦、官布扎布担任经棚第一小学教员，安排陈荣久担任满洲国克什克腾旗公署职员，安排巴图孟和担任克什克腾旗公署传达，安排汪瀛洲担任克力更小学教员。在阿拉腾额齐尔的保护下，克什克腾旗境内的共产党、内蒙古人民革命党地下人员无一暴露或被关、被杀。
1931年九一八事变后，阿拉腾额齐尔任满洲国克什克腾旗公署总务科长。民国27年（1938年，满洲国康德五年）出任克什克腾旗旗长。民国32年（1943年，满洲国康德十年）升任满洲国兴安西省民生厅长。
1945年日本投降后，匪首张桐轩部于1945年冬占领经棚，以推举为名，任命阿拉腾额齐尔任经棚县县长，但阿拉腾额齐尔托病未就任。1947年，由于在土地改革运动中执行“左”的政策，阿拉腾额齐尔在运动中死亡。